# حمله روسیه به حرم امام رضا

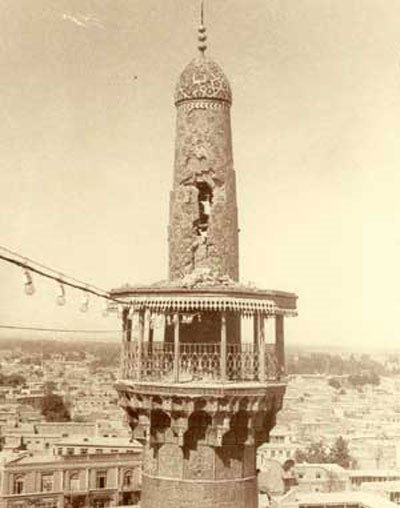
مناره مسجد گوهرشاد پس از حمله روس ها به مشهد.

حمله به حرم امام رضا توسط قوای روس در سال ۱۲۹۱ هجری خورشیدی (۱۳۳۰ هجری قمری، ۱۹۱۲ میلادی) رخ داد. روس‌ها به بهانه سرکوب شورش‌ها، مسجد گوهرشاد و حرم علی بن موسی الرضا را به توپ بستند. در این واقعه نزدیک به ۵۵۰ نفر کشته، زائران زیادی زخمی و خسارات بزرگی به حرم شد.

## شرح واقعه

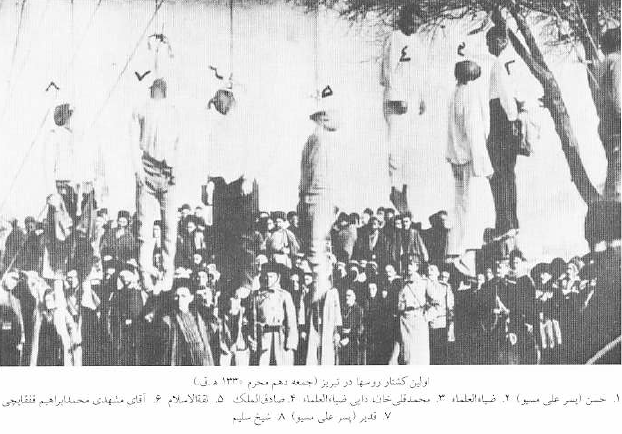
اولین سری از اعدام های دسته جمعی توسط قوای روس در تبریز (1911 م.)، یک سال قبل از حمله به مشهد.

بمباران حرم علی بن موسی الرضا توسط قوای روس در سال ۱۹۱۲ میلادی رخ داد. پس از دادن مهلتی از طرف روسیه به ایران برای سرکوب مخالفت‌ها در ایران با قرارداد سن پترزبورگ در سال ۱۹۰۷ میلادی (که بر اساس آن اراضی شمالی ایران تحت نفوذ امپراتوری روسیه قرار گرفت) و اجرای کامل این قراداد، روس‌ها قوای نظامی به شمال ایران از جمله مشهد فرستادند. مشروطه خواهان مخالف نیز حرم علی بن موسی الرضا را مأمن خویش قرار دادند. روس‌ها با ترس از وقوع انقلاب‌هایی همچون انقلاب مردم تبریز و گیلان، قوای زیادی را وارد مشهد کردند.
سرکنسولگر روسیه در مشهد، پس از اعلام همبستگی با مردم مشهد، تلگرافی را به فرماندار ترکستان فرستاد. در اول محرم ۱۳۳۰ هجری قمری، قشون سواره و پیاده‌نظام روس ها با توپخانه وارد مشهد شده و در ارگ و سربازخانه‌ها مستقر شدند. روس‌ها هدف از تحرکات نظامی خود را با برخی از بزرگان شهر مشهد در میان گذاشتند و آن را تنها برای حفظ رعایا و اتباع خود دانستند. روس‌ها در مدت حضور در مشهد، با تحریکات مختلفی دست به اخلال در نظم مشهد زدند. پس از آن، عده ای مردم به شکل دسته ای به سمت حرم به حرکت افتادند. روس‌ها نیز تعداد سربازان خود در نزدیکی حرم را افزایش دادند. معترضان به مسجد گوهرشاد وارد شده و تلاش‌ روس ها برای متفرق کردن جمعیت به نتیجه نرسید. جمعیت کم‌کم به صحن جدید وارد شده و روس‌ها نیز آماده درگیری شدند. روس ها پس از خروج از صحن، به توس هجوم برده و در پی آن رئیس کمیسری که از اتباع خارجی بود، کشته شد.
پس از این واقعه روس‌ ها مهلتی ۶ ساعته به نظمیه مشهد دادند تا اوضاع را سامان دهد. شهربان که کار را از کنترل خارج دید، استعفا داد و روس‌ ها مدیریت مشهد را عهده‌دار شدند. پس از حکومت نظامی در شهر، در نهایت با دستور سرکنسولگری روسیه، در دهم ربیع‌الثانی ۱۳۳۰ هجری قمری، حرم علی بن موسی الرضا در محاصره روس‌ها قرار گرفت. روس‌ ها به بهانه متفرق کردن مردم، گنبد حرم علی بن موسی الرضا را به توپ بستند. پس از این اتفاق، درگیری بین نیروهای روسیه و مردم شدت گرفت. پس از به گلوله بستن معترضین و زائرین توسط ارتش روسیه، جمعیت تلاش کرد تا از حرم بگریزد. با این حال، تعداد زیادی از زائرین کشته و مجروح شدند. در نهایت طالب الحق (یکی از سران شورشیان) دستگیر شد اما یوسف هراتی (سرکرده اصلی این شورش) بعدها در قهوه‌خانه ای دیده شد که با روس ها در حال خوش و بش بوده است.

## خسارات و تلفات
در این حمله ۹۲ عدد گلوله شرپنلی و نزدیک به ۲۰۰ عدد گلوله توپ بزرگ به سمت حرم شلیک شد. بیشتر گلوله‌ها به گنبد و مناره های حرم برخورد کرده و توپ هایی نیز به گنبد طلایی اصابت کرد. ایوان‌ها، گنبد حرم، رواق‌ها حجره‌های کناری حرم، گلدسته‌ها و گنبد مسجد گوهرشاد در این حمله آسیب فراوان دیدند. متولی حرم تعداد گلوله‌های سنگین توپ برخورد کرده با گنبد و مناره ها را ۲۴ عدد و ملاهاشم خراسانی ۱۸ عدد گزارش کرده‌است. به گزارش عین السلطنه، روس‌ها اموال و گنجینه حرم را نیز غارت کردند. وزارت امور خارجه ایران در نامه‌ای تعداد کشته شدگان این هجوم را ۵۵۰ نفر گزارش داد.

## پیامدها
مدتی پس از این واقعه، روسیه آسیب رساندن به حرم و سرقت اموال آن را انکار کرد. به گفته حسن‌آبادی، برآورد خسارت‌های وارده به حرم تا سال ۱۳۳۷ هجری قمری به دلیل ضعف حکومت مرکزی و لابی روس ها در حکومت قاجاریه، به تأخیر افتاد. با این وجود بر طبق اسناد وزارت خارجه، این وزارتخانه در سال ۱۳۳۰ هجری قمری، میزان خسارت و تلفات این بمباران را مورد بررسی قرار داد. نسیم شمال در پی حملهٔ روسیه به حرم امام رضا، شعر «با آل علی هر که درافتاد برافتاد» را سرود:
| این قبر غریب‌الغربا، خسرو طوس است |  | این قبر معین‌الضعفا، شمس شموس است |
| خاک در او ملجاء ارواح و نفوس است |  | باید زره صدق بر این خاک درافتاد  |
| با آل علی هر که درافتاد برافتاد  |  |                                  |